# Welcome to the Dollhouse (película)
Welcome to the Dollhouse (conocida para su distribución en español como Bienvenidos a la casa de muñecas (México) o Bienvenido a la casa de muñecas (España)) es una película estadounidense de 1995 escrita y dirigida por Todd Solondz.

## Argumento
Dawn Wiener (Heather Matarazzo) es una tímida, poco agraciada e impopular chica de 7º grado. Su hermano mayor, Mark (Matthew Faber), es un nerd de secundaria que toca el clarinete en una banda de garaje. La hermana menor de Dawn, Missy (Daria Kalinina), es una niña muy bonita que baila con tutú y la molesta sin parar. La madre de ambos (Angela Pietropinto) tiene por favorita a Missy y siempre está de su lado en sus peleas con Dawn. El único amigo de Dawn es un niño afeminado de 5º grado llamado Ralphy (Dimitri DeFresco), con quien comparte una casa-club en el patio trasero de Dawn, el "Club de la Gente Especial".
La vida escolar de Dawn es horrible: todos los niños del colegio la llaman "cara de perro" o "perrito caliente", su casillero siempre lo pintan con grafiti, la llaman lesbiana, su odiosa profesora la castiga, otra chica la obliga a usar el inodoro mientras la mira y es acosada sexualmente por un bravucón llamado Brandon McCarthy (Brendan Sexton III), quien tampoco es muy social. Los intentos de Dawn por sacar a fuera sus frustraciones la meten en más problemas: en casa su madre la castiga por llamar lesbiana a Missy y no ser amable con ella, o en el colegio accidentalmente lanza una bola de papel escupida a una profesora; pero no todo es negativo, su madre quiere que vaya de excursión con el colegio a Disney World, ya que considera que será una buena experiencia para ella.
Los intentos de Brandon por abusar de Dawn fallan: tan solo consigue besarla. Se siente incapaz de violarla luego de que ella le llamase "retrasado", ya que él tiene un hermano que padece un retraso mental. Por otro lado, a la banda de Mark se une Steve Rodgers (Eric Mabius), quien es guapo e intenta ser una estrella de rock. Dawn se enamora de él y decide estar con él, incluso después de que una de sus novias le diga que ella no tiene posibilidades. Sin embargo, ella sigue teniendo la esperanza de que él se enamore de ella y la saque de la ciudad en la que vive.
La relación de Dawn y Brandon va mejorando y él se queda en su casa-club después de que una chica lo rechazara, pero ella acaba por rechazarlo también, confesándole su amor por Steve. Steve le deja en claro a Dawn que no quiere nada con ella y es entonces cuando ella vuelve por Brandon. Sin embargo, Brandon es expulsado por presunta posesión de drogas y huye, aunque intenta que Dawn lo acompañe. Ella se niega, quedándose sola, ya que ha ofendido e insultado a Ralphy.
Los problemas de Dawn van empeorando en el aniversario de sus padres. Cuando se niega a tirar su casa-club para hacer más espacio para la fiesta, su madre ordena a Missy y Mark y les da la pieza de pastel que era para Dawn, que Missy le ha pedido que repartan entre ambos, mientras ella se queda sentada a la mesa viéndolo. En la fiesta Steve juega con Missy, volviendo loca de celos a Dawn. Dawn sale a buscar a Steve, y descubre que se está acostando con una chica en el garaje. Esa tarde la familia mira un vídeo de la celebración y ven la caída de Dawn a la piscina, el único momento en que Dawn aparece en la cinta. Toda la familia se ríe e incluso la propia Missy propone que lo vean de nuevo. La madre comenta que deben de hacer copias de la cinta. Es por eso que por la noche Dawn destruye la cinta con un martillo, llegando incluso a dudar de si hacer lo mismo con Missy. 
El último desastre de Dawn ocurre cuando el coche de su padre se avería y su madre tiene que ir a buscarlo, por lo que Missy tendrá que volver de clase de ballet con una vecina. La madre le dice a Dawn que se lo comunique a su hermana y que le ha dejado una nota en la mesa de la cocina. Dawn coge el papel, pero como se ha peleado con Missy no le da el recado. Missy no vuelve; la han secuestrado. El tutú de Missy aparece en Times Square; Dawn va por él de noche, desapareciendo ella también. Cuando llama a casa, a la mañana siguiente, encontraron ya a Missy en el sótano de un vecino. Su madre está muy ocupada tanto para notar que Dawn se ha ido como para ponerse al teléfono con ella. Tras esto, Dawn tiene que dar un discurso sobre el rapto y sus compañeros se burlan de ella. Mark le dice que tendrá una mejor vida cuando entre a secundaria. La película termina con Dawn cantando el himno del colegio en el autobús de camino a Disney World.

## Reparto
| Actor                    | Personaje        |
| ------------------------ | ---------------- |
| Heather Matarazzo        | Dawn Wiener      |
| Matthew Faber            | Mark Wiener      |
| Daria Kalinina           | Missy Wiener     |
| Angela Pietropinto       | Marj Wiener      |
| Bill Buell               | Harv Wiener      |
| Brendan Sexton III       | Brandon McCarthy |
| Eric Mabius              | Steve            |
| Dimitri DeFresco         | Ralphy           |
| Victoria Davis           | Lolita           |
| Christina Brucato        | Cookie           |
| Christina Vidal          | Cynthia          |
| Amouris Rainey           | Darla            |
| Siri Howard              | Chrissy          |
| Telly Pontidis           | Jed              |
| Herbie Duarte            | Lance            |
| Jared Solano             | Neko             |
| Scott Coogan             | Troy             |
| Colleen Kelley Whitcombe | News Reporter    |
| Josiah Trager            | Kenny            |
| Ken Leung                | Barry            |

## Premios
- Independent Spirit Award a la mejor película en el año 1996